# Szent Konstantin és Szent Ilona-templom (Berat)
A Szent Konstantin és Szent Ilona-templom (albán Kisha e Shën Konstandinit dhe Elenës) a 17. században épült görögkeleti templom az albániai Berat 2008 óta világörökségi védelmet élvező történeti városrészében. A templom a berati várnegyed északnyugati fertályán, a Blakhernai Szűz Mária-templom közvetlen közelében található.

## Története és leírása
A szentté avatott Konstantin római császárnak és anyjának, Szent Ilonának dedikált kis méretű templom a 17. században épült korábbi templomok alapjaira, és építőanyagainak felhasználásával. Az építés pontos dátumaként egyes források 1644-et adják meg. 2015-ben műemléki védettséget kapott.
Egy közel négyzetes alaprajzú naoszra és egy délnyugati tájolású, félköríves záródású adütonra (szentély) tagolódik, falazata habarcsba ágyazott terméskő. Festetlen déli fala vélhetően későbbi rekonstrukció eredménye. A naoszban 1631-ben készült freskók láthatóak a védőszentek életét bemutató jelenetsorral, valamint bibliai epizódokkal: Szűz Mária halála, Iskarióti Júdás árulása, Krisztus Poncius Pilátus előtt, a keresztre feszítés és Krisztus levétele a keresztről. Padlózatán színezett kőlapokból geometrikusan elrendezett mozaik látható.